# Hermine Stindt
Hermine Stindt (n. 3 ianuarie 1888, Bremerhaven, Germania – d. 19 februarie 1974, Hannover, RFG) a fost o înotătoare ce a reprezentat Germania, medaliată olimpică. A participat la o ediție a Jocurilor Olimpice (1912) în care a câștigat o medalie de argint.

## Participări
Lista de mai jos prezintă principalele competiții la care a participat Hermine Stindt de-a lungul carierei.
- swimming at the 1912 Summer Olympics – women's 4 × 100 metre freestyle relay[*]